# 拉古納 (新墨西哥州)
拉古納（英語：Laguna）是位於美國新墨西哥州錫沃拉縣的普查規定居民點。

## 人口
根據2020年美國人口普查的數據，拉古納的面積為24.75平方千米，當中陸地面積為24.74平方千米，而水域面積為0.01平方千米。當地共有人口1282人，而人口密度為每平方千米51.8人。